# Тарказинский сельсовет
Тарказинский сельсовет — муниципальное образование в Ермекеевском районе Башкортостана.

## История
Согласно «Закону о границах, статусе и административных центрах муниципальных образований в Республике Башкортостан» имеет статус сельского поселения.
В 2008 году объединён с Исламбахтинским сельсоветом.

## Население
| 2002  | 2009  | 2010  | 2012  | 2013  | 2014  | 2015  |
| ----- | ----- | ----- | ----- | ----- | ----- | ----- |
| 1530  | ↘1502 | ↘1324 | ↘1267 | ↘1220 | ↘1145 | ↘1100 |
| 2016  | 2017  |       |       |       |       |       |
| ↘1090 | ↘1036 |       |       |       |       |       |

## Состав сельского поселения
| № | Населённый пункт | Тип населённого пункта       | Население |
| - | ---------------- | ---------------------------- | --------- |
| 1 | Тарказы          | село, административный центр | ↘731      |
| 2 | Исламбахты       | село                         | ↘446      |
| 3 | Атамкуль         | село                         | ↘104      |
| 4 | Ик               | деревня                      | ↘31       |
| 5 | Чулпан           | деревня                      | ↘12       |